# Mi Hazánk Mozgalom
Mi Hazánk Mozgalom (MHM; deutsch Unsere-Heimat-Bewegung; kurz Mi Hazánk) ist eine ungarische rechtsradikale und rechtsextreme politische Partei.
Sie entstand 2018 durch Abspaltung von Mitgliedern der Partei Jobbik, die die Wandlung der Partei vom Rechtsextremismus zum Konservatismus und deren Zusammenarbeit mit linken und liberalen Parteien gegen den ungarischen Ministerpräsidenten Viktor Orbán ablehnten. Bereits seit ihrer Gründung war die Partei durch Übertritte von Jobbik im ungarischen Parlament vertreten. Im Jahr 2022 trat die Partei mit László Toroczkai als Spitzenkandidaten erstmals zu den Parlamentswahlen an und zog mit 5,9 % der Stimmen und sechs Abgeordneten auf Anhieb in das ungarische Parlament ein.

## Inhaltliches Profil
Mi Hazánk definiert sich als Partei des Dritten Wegs, das bedeutet sie lehnt sowohl die Politik des ungarischen Ministerpräsidenten Orbán als auch die aus konservativen, liberalen, grünen und linken Parteien bestehende Opposition gegen Orbán ab. Stattdessen steht sie noch weiter rechts als Orbán. Beispielsweise fordert die Partei ein Referendum über den Austritt Ungarns aus der Europäischen Union und die Wiedereinführung der Todesstrafe. Außerdem lehnt die Partei die ungarische LGBT-Community ab. In der COVID-19-Pandemie organisierte die Partei Demonstrationen gegen die Maßnahmen der Regierung Orbán wie Lockdowns und Impfpässe.

## Wahlergebnisse

### Parlamentswahlen
| Jahr | Kandidat         | Stimmen (absolut) | Stimmen (relativ) | Sitze (absolut) | Sitze (relativ) |
| ---- | ---------------- | ----------------- | ----------------- | --------------- | --------------- |
| 2022 | László Toroczkai | 332.440           | 5,88 %            | 6/199           | 3,02 %          |

### Europawahlen
| Wahl | Wähleranteil | Stimmen | Parlamentssitze |
| ---- | ------------ | ------- | --------------- |
| 2019 | 3,29 %       | 114.156 | 0/21            |
| 2024 | 6,71 %       | 306.404 | 1/21            |